# Київський тиждень критики
Київський тиждень критики — це міжнародний кінофестиваль, створений з метою ознайомлення українських глядачів із найкращими новими арт-фільмами, обраними професійними українськими кінокритиками. Фестиваль проходить у київському кінотеатрі «Жовтень» щоосені, починаючи з 2017 року.
До програми фестивалю входять фільми з лайн-апів головних світових кінофестивалів цього року, а також стрічки, що мали значний вплив на історію кінематографа або присвячені визначним діячам кіномистецтва. Після кожного показу фестивалю відбувається дискусія глядачів із кінокритиками. 
Фестиваль складається з наступних секцій: Міжнародна програма, Ретроспективна програма, Програма «Фокус» та спеціальні події.
Організатор фестивалю — кінокомпанія «Артхаус Трафік». У 2022 році фестивалю відбувся з 20 до 26 жовтня.
Щороку під час відкриття фестивалю відбувається вручення Національної премії кінокритиків «Кіноколо».

## Концепція фестивалю
Як зазначає один зі співорганізаторів фестивалю Денис Іванов,
|  | Ідея проекту виникла давно, і вона проста — довірити українським кінокритикам формування концепції та програми фестивалю, а також спонукати до інтелектуальної дискусії, оскільки так сталося, що кіно зараз оцінюється як частина кіноринку або модних брендів, а кінофоруми нагадують ярмарки. Ми хочемо поставити церкву посеред села, тобто зробити кіно головним елементом кінофестивалю. |

Куратор(к)ами фестивалю є відомі українські кінокритики/ні:
– з 2019-го – понині:
- Дарія Бадьйор — критикиня, журналістка, редакторка. Публікується в українських та міжнародних виданнях: LB.ua, The Independent, Osteuropa та інших. Співзасновниця Спілки кінокритиків України.
- Станіслав Битюцький — кінокритик, режисер. Публікувався в українських і зарубіжних виданнях про кіно та культуру: СЕАНС, Colta, LB, Шо, Korydor та інших. Куратор кінопрограми в PinchukArtCentre «Проти забуття: кіно після війни». Кінознавець Національного центру Олександра Довженка.
- Сергій Ксаверов — кінокритик, член FIPRESCI та Спілки кінокритиків України. Автор видань LB.UA та DTF MAGAZINE.
- Анна Дацюк — кінокритикиня, журналістка DTF Magazine. Радіоведуча авторського шоу про кіно на «Радіо Аристократи» (2016—2018).

– 2018:
Дарія Бадьйoр, Станіслав Битюцький, Надія Заварова, Олександр Гусєв, Ярослав Підгора-Гвяздовський, Сергій Ксаверов та Наталія Серебрякова. 
– 2017:
- Дарія Бадьйор — критикиня, журналістка, редакторка. Публікується в українських та міжнародних виданнях: LB.ua, The Independent, Osteuropa та інших. Співзасновниця Спілки кінокритиків України;
- кінознавиця та редакторка розділу «Кіно» Cultprostir.ua Надія Заварова;
- автор видань «Українська правда» та «Укрінформ» Олександр Гусєв;
- режисер, засновник порталу Cineticle Станіслав Битюцький.

## Фестивальний центр
Щороку фестиваль відбувається в кінотеатрі «Жовтень» — культовому місці для декількох поколінь київських кіноманів.
Він розпочав роботу в 1931 році під назвою «Дев'яте Держкіно». За роки існування кінотеатр було неодноразово реконструйовано — оновлювалось не лише технічне обладнання, сама будівля змінювалась кілька разів. У роки фашистської окупації будівля зберегла призначення — тільки назва змінилася на «Глорію». А в 1943 році, після визволення Києва, кінотеатр отримав свою нинішню назву.
Спочатку в кінотеатрі «Жовтень» планували демонструвати німе кіно, яким і був фільм-відкриття «Гегемон», на честь якого названо найбільший з його кінозалів. В останні десятиліття XX сторіччя кінотеатр зайняв особливу нішу в кінематографічному просторі — він став «кінодомом», де глядачі відкривають найкращі зразки світового та вітчизняного кіно, відбуваються різноманітні фестивальні програми, передпрем'єрні покази, проходять творчі зустрічі та ретроспективи.

## 1-й «Київський тиждень критики»
Фестиваль проходив з 26 до 29 жовтня 2017-го року. У межах його міжнародної програми було показано 4 актуальні фільми 2017 року мовами оригіналу з українськими субтитрами. У ролі кураторів виступили відомі українські кінокритики: Дар'я Бадьор, редактор розділу «Культура» онлайн-видання «LB.ua»; кінознавець та редактор розділу «Кіно» Cultprostir Надія Заварова; автор видань «Українська правда» та «Укрінформ» Олександр Гусєв та режисер, засновник порталу Cineticle Станіслав Битюцький.
Програма фестивалю: 
«Фатальна спокуса», реж. Софія Коппола;
«Король», реж. Нільс Аттала;
«Сексуальна дурга», реж.Санал Кумар Сасідхаран;
«Тіснота», реж. Кантємір Балаґов

## 2-й «Київський тиждень критики»
Фестиваль проходив з 26 жовтня до 1 листопада 2018-го року. Цього року до міжнародної програми, в межах якої було показано 7 стрічок, було додано також українську програму, представлену фільмами 5-ма фільмами XX століття. Фільми демонструвались мовою оригіналу з українськими субтитрами.
Окремою частиною програми стала ретроспектива «Берґман 100» режисера Інгмара Бергмана, в межах якої було показано 6 його стрічок.
Міжнародна програма:
«Щасливий Лазар»,  реж. Аліче Рорвахер; 
«Будинок, який побудував Джек», реж. Ларс фон Трієр;
«Попіл - найчистіший білий», реж. Цзя Чжанке;
«На межі світів», реж.  Алі Аббасі;
«Комахи», реж. Ян Шванкмайєр;
«Менді», реж. Панос Косматос;
«Діамантіно», реж. ГАБРІЕЛЬ АБРАНТЕШ, ДЕНІЕЛ ШМІДТ

## 3-й «Київський тиждень критики»
Програма складалась з основної міжнародної програми, ретроспективної секції та програми українського кіно. У 2019 році до міжнародної програми фестивалю увійшли вибрані стрічки з програм Канн та Венеції:
1. «Крихітка зомбі»
2. «Маяк»
3. «Атлантика»
4. «Озеро диких гусей»
5. «Примарні тропіки»
6. «Про нескінченність»
7. «Пофарбоване пташеня»

Крім того, у межах однієї з програм було показано ретроспективу голлівудських стрічок.

## 4-й «Київський тиждень критики»
Фестиваль проходив з 22-го до 29 жовтня. За традицією, фестиваль мав три секції, де, окрім української та міжнародної програми, виокремлювалася ретроспектива науково-фантастичних фільмів під назвою «Дивні дні».

## 5-й «Київський тиждень критики»
5-й «Київський тиждень критики» проходив 21-27 жовтня 2021 року. У міжнародній програмі були фільми з основної програми Канн: «Червона ракета» від американського режисера незалежних фільмів Шона Бейкера та «Кермуй моїм авто» японського режисера і сценариста Рюсуке Хамаґуті.

## Премія «Кіноколо»
Починаючи з 2018 року в межах фестивалю вручається кінопремія. Її лауреатами ставали стрічки «Донбас», «Додому», «Атлантида».